# Ferhat Arıcan
Ferhat Arıcan (* 28. července 1993 Smyrna) je turecký sportovní gymnasta, který dosáhl největších úspěchů na bradlech. Vystudoval sportovní management na Egejské univerzitě a je členem klubu Göztepe SK. Pochází z izmirské čtvrti Konak, měří 178 cm a váží 68 kg. Gymnastice se věnuje od deseti let, v roce 2008 utrpěl zlomeninu klíční kosti, která byla vyspravena kovovou destičkou. Na Letních olympijských hrách mládeže 2010 získal stříbrnou medaili v přeskoku. Téhož roku debutoval na mistrovství světa ve sportovní gymnastice, kde obsadil 114. místo ve víceboji. Jeho první medailí mezi dospělými byl bronz na bradlech ze Středomořských her v Mersinu. Při své první účasti na olympiádě v roce 2016 obsadil ve víceboji 41. místo. V roce 2019 získal bronzovou medaili na Evropských hrách. Jako první turecký gymnasta získal olympijskou medaili, když skončil třetí na bradlech v Tokiu. V letech 2020 a 2021 se stal mistrem Evropy na bradlech. Na Hrách islámské solidarity 2021 v Konyi získal zlato s družstvem a na bradlech a bronz na koni našíř. Byl vyhlášen nejlepším evropským gymnastou roku 2021. Na mistrovství světa ve sportovní gymnastice 2022 byl na bradlech čtvrtý. Byl tureckým vlajkonošem na Středomořských hrách v roce 2022, kde zvítězil na bradlech i v soutěži družstev. Na LOH 2024 byl pátý na bradlech a devátý v soutěži družstev. V březnu 2025 vyhrál soutěž Světového poháru v Antalyi.